# Serranus annularis
Serranus annularis är en fiskart som först beskrevs av Albert Günther, 1880.  Serranus annularis ingår i släktet Serranus och familjen havsabborrfiskar. Inga underarter finns listade i Catalogue of Life.